# Telenoticias (Costa Rica)
Telenoticias es un noticiero costarricense producido por Teletica, cuya primera edición ocurrió el 9 de mayo de 1960, bajo el nombre La Palabra de Costa Rica. Es el informativo más antiguo de la televisión costarricense y cuenta con cuatro entregas diarias de lunes a viernes, una edición sabatina y otra dominical.
El noticiario es emitido desde los estudios de Teletica, ubicados en La Sabana, San José y cubre temas relevantes del ámbito nacional en el campo de los sucesos, política, social y deportivo, así como información internacional procedente de varias fuentes, entre ellas la Alianza Informativa Latinoamericana.

## Historia

### 1960-1965: Inicios
Telenoticias tiene el mismo origen que Teletica, la televisora que lo produce. Tras las negociaciones entre los fundadores de Televisora de Costa Rica, René Picado Esquivel y Carlos Reyes Zamora, la American Broadcasting Company, el Gobierno de Costa Rica y el presidente Mario Echandi Jiménez, la televisora inicia sus pruebas en el año 1960, desde el Barrio Cristo Rey, en el sur de San José. El 9 de mayo, día de la transmisión inaugural, a las 6:00 p. m. fue emitida la primera edición de lo que sería posteriormente Telenoticias.
El entonces propietario de Radio Monumental, Leonel Pinto Saborío, que tenía una participación del 10% de las acciones de Televisora, tenía un noticiero en radio llamado La Palabra de Costa Rica, de modo que originalmente por Canal 7 se transmitió una versión televisada de ese noticiero radial. Un mes después, su primer director, Francisco Montero Madrigal cambió el nombre a Tele-Noticias; algunos erróneamente consignan a don René Picado como el responsable del cambio de nombre, pero en realidad fue Montero Madrigal el que tuvo la idea y la ejecutó. Reyes Zamora era director técnico, y Francisco, al mismo tiempo, escribía los editoriales; Picado hacía algunas veces las de presentador. Inicialmente, las noticias eran presentadas con periódicos y fotografías como ayuda ilustrativa.
Con el tiempo se incorporaron rollos de película y diapositivas a la presentación de las noticias y, en sus primeros años, Telenoticias cubrió eventos importantes como la erupción del Volcán Irazú y la visita del presidente de los Estados Unidos, John F. Kennedy.

### 1965-1978: Consolidación
Montero, quien fungió como director, salió en dos ocasiones del canal para producir la campaña de los candidatos presidenciales Rafael Ángel Calderón Guardia y José Joaquín Trejos Fernández, mientras que Reyes dejó la ingeniería cuatro años después de su fundación. A pesar de esto, el noticiario siguió consolidándose.
En 1968, Telenoticias cubrió otro evento importante: la erupción del Volcán Arenal. Tras la muerte de Picado en 1969, Telenoticias entró en una pequeña crisis que lo dejó fuera del aire. El periodista Emilio Piedra Jiménez tomó la dirección por dos meses, y luego continuó Armando Soto Montoya. Soto creó otro noticiario llamado Abriendo Brecha, transmitido al mediodía, mientras que Telenoticias seguía transmitiéndose a las 6:00 p. m. En 1974, Soto deja Teletica. De este modo, Mariano Sanz Soto llega a llenar la plaza de director del noticiario.
Telenoticias seguía funcionando de una forma rudimentaria, basado principalmente en la lectura de periódicos para la información nacional, mientras que la internacional se recibía por Teletipo. No era en vivo, se grababa con anterioridad por las limitaciones técnicas.
En 1975, la redacción de Telenoticias se traslada, junto con el resto de las operaciones de Teletica, del barrio Cristo Rey al lugar donde se encuentra actualmente, en Sabana Oeste, igualmente en la provincia de San José. Con la llegada de las cámaras portátiles, los reporteros empezaron a salir a grabar las notas.

### 1978-1987: Llegada de Rodrigo Fournier
En 1978 llega como director el licenciado Rodrigo Fournier Guevara, ante la llegada de la competencia en canal 6, Notiséis. Había laborado en La Palabra de Costa Rica, además de Hoy, de canal 6. Fournier ejecutó varios cambios en Telenoticias. Logró ganar confianza y respeto entre la audiencia, reintrodujo los comentario editoriales e implementó el entregar el micrófono al público.
Bajo su dirección, Telenoticias enfatizó el contenido político y entrevistas a líderes. Contaba con secciones de nacionales, internacionales, deportes, crónica parlamentaria y finanzas. Para producir este contenido, se basaba principalmente en fuentes oficiales de gobierno, como conferencias y comunicados de prensa, por lo que carecía de agenda propia o de investigación, que se consideraba encajaba mejor en la prensa escrita.
Posteriormente, Fournier crea la edición meridiana de Telenoticias, y en 1980 creó un programa matutino llamado Buenos Días, Costa Rica. Así, el noticiario recuperó el liderazgo que había sido debilitado por la llegada de Notiséis.
En 1987, Fournier abandona Telenoticias para dirigirse, junto con la periodista Amelia Rueda Ahumada, al noticiero En Contacto Directo de canal 2. En su despedida del público se recuerda su frase "esto no es un adiós, sino un hasta luego. Cambio y fuera.".

### 1987-1994: Primera dirección de Pilar Cisneros
El periodista Marcelo Castro Benavides dirigió interinamente Telenoticias durante seis meses. Después de ese tiempo, llega la periodista peruana nacionalizada costarricense Pilar Cisneros Gallo, proveniente del periódico La Nación.
Cisneros introdujo el periodismo de servicio, con secciones como salud y entretenimiento. Dio un giro a la orientación del noticiero, que previamente era un resumen de los acontecimientos del día, hacia un contenido cercano a la audiencia. Pasó de ser un informativo dominado por la política y finanzas a uno enfocado en el televidente. Su llegada supuso una profesionalización y una modernización del periodismo televisivo.

#### Polémica en la campaña de 1994
En 1994, en plena campaña para las elecciones de 1994, Cisneros renuncia a la dirección.
Telenoticias, propio del estilo confrontativo de Cisneros, había asumido una posición fuertemente beligerante de denuncia en contra de la campaña de José María Figueres Olsen. La ahora exdirectora dijo que había recibido amenazas, por lo que prefirió renunciar.
En contraste, la presidencia de Teletica, mediante René Picado Cozza, emitió un comunicado descalificando dichas acusaciones por parte de varios periodistas, entre los que se incluyen a Cisneros. Durante esta situación hubo opiniones divididas, de quienes creían que la directiva de Teletica apoyaba a Figueres, como de quienes señalaban a Cisneros de haberse excedido y de estar del lado del contendiente, Miguel Ángel Rodríguez Echeverría. Al final, Cisneros señaló que nunca más volvería a Teletica

### 1994-1998: Posterior a las elecciones de 1994.
El periodista Marcelo Castro asume la dirección interina nuevamente por tres meses, hasta la llegada en 1994 del licenciado Guido Fernández Saborío, quien había sido director de los medios La Nación y Hoy mismo, de canal 6.
Fernández enfatizó el aspecto político, entrevistas y análisis. Telenoticias se acercó más a un noticiario de opinión. Su aporte fue modesto, estuvo poco tiempo al frente, delegaba ejecución en jefaturas medias y luego enfermó. Por este motivo, en septiembre de 1995 se llamó al entonces director del desaparecido periódico Al Día, Guillermo Fernández Rojas.
Durante su dirección, Telenoticias pasó a operar las 24 horas y a producir cuatro ediciones. Fernández puso un énfasis en el contenido profundo y de investigación periodística, género que hasta entonces se consideraba más apropiado para la prensa escrita que para televisión.
En la campaña presidencial de 1998, Telenoticias se vio envuelto una vez más en la polémica, tras difundir una encuesta a pie de urna dos horas antes del cierre de las elecciones de ese año. Esto causó que se incluyera en el Código Electoral una veda para difusión de estudios de opinión 48 horas antes de las elecciones.
En septiembre de 1998, Guillermo Fernández renunció a la dirección, adujo que esto fue debido a una persecución por su labor investigativa en el cierre del Banco Anglo.

### 1998-2013: Retorno de Pilar Cisneros e Ignacio Santos
Tras la renuncia de Fernández, Teletica le ofreció volver a Pilar Cisneros, quien se encontraba dirigiendo el extinto noticiero NC4. Así, en octubre de 1998, Cisneros acepta, con la condición de ser codirectora, junto con Ignacio Santos Pasamontes.
Durante esta etapa, Telenoticias implementó cambios ante la llegada de nueva competencia. En 2001, se instauró un resumen dominical de media hora y en 2003, trasladó su edición estelar de las 6:00 p. m. a las 7:00 p. m. En 2006, la edición nocturna pasó de las 10:00 p. m. a una hora después, a las 11:00 p. m.
En 2004, en paralelo con el periódico La Nación, Telenoticias efectúa una investigación que culminó con la denuncia por corrupción de los expresidentes Rafael Ángel Calderón Fournier y Miguel Ángel Rodríguez Echeverría.
En 2005, Cisneros y Santos intentaron renunciar, pero desistieron tras negociaciones con la empresa. Posteriormente se distribuyeron entre ambos las ediciones diarias, de modo que Cisneros coordinaba la matutina y la meridiana; y Santos, la estelar y la nocturna. Así, se enfatizan los contenidos según las ediciones. En la meridiana, Telenoticias, pasó a ofrecer contenidos dirigidos para las mujeres y amas de casa.

### 2013-hoy: Salida de Cisneros y dirección de Ignacio Santos
En 2013, Cisneros se retira de la dirección de Telenoticias, dejando así el noticiero completamente en manos de Ignacio Santos, quien aún es su director.
Santos dirigió el noticiario hacia el infoentretenimiento, enfatizando notas de espectáculos y farándula. De igual manera, Telenoticias bajo el mando de Santos inició sus ediciones con informaciones de sucesos y eliminó la distinción de informaciones por secciones. Entre los eventos significativos que ha cubierto en estos años, se encuentran el Huracán Otto, la Tormenta tropical Nate y la pandemia por el COVID-19. Estas situaciones obligaron al equipo a dispersarse y generar información en distintas partes del país, mientras que Telenoticias deja de ser transmitido desde studio central en las instalaciones de Teletica, para hacerlo en vivo desde alguna localidad afectada por el fenómeno meteorológico.
A inicios del año 2020, Telenoticias, aún bajo la dirección de Santos, tuvo un gran cambio de imagen, algo que no sucedía desde 2011. Incluso, se realizaron algunos cambios de horario, a causa de la pandemia de COVID-19 en Costa Rica. Estos cambios fueron el del horario de la edición nocturna de lunes a viernes, que pasa de transmitirse de 11:00 p. m. a 11:30 p. m. a hacerlo de 10:00 p. m. a 11:00 p. m. y los fines de semana, para cubrir la conferencia de prensa diaria desde Casa Presidencial, Telenoticias empieza a transmitir una edición meridiana, de 12:30 p. m. a 1:30 p. m.

## Ediciones de noticias
| Edición                                                                    | Descripción |
| -------------------------------------------------------------------------- | --- |
| Edición Matutina lunes a viernes 6:00 a. m.                                | Presenta las noticias durante 2 horas, dándole especial énfasis al pronóstico del tiempo y al reporte del tránsito. Además, tiene enlaces con Buen Día. |
| Edición Meridiana lunes a viernes 12:00 md                                 | Presenta las noticias durante 1 hora y media. Suele comenzar con información nacional en vivo, y posee una entrevista. |
| Edición Vespertina lunes a viernes 7:00 p. m.                              | Es la edición más importante de Teletica, y es también conocida como la edición "A las 7, en el 7". Se incluyen reportes grabados o en vivo de diferentes medios de comunicación regionales e internacionales, como la Alianza Informativa Latinoamericana. |
| Edición Nocturna lunes a viernes 10:00 p. m.                               | Presenta las noticias durante 1 hora y se cuenta lo más importante del día. |
| Edición Sabatina Sábado 7:00 p. m.                                         | Muy parecida a la vespertina, dura 1 hora e incluye reportes de varios medios regionales e internacionales. |
| Edición Dominical Domingo 6:00 p. m.                                       | Muy parecida a la sabatina, dura 1 hora y tiene un enlace con los programas de Teletica Formatos que se transmiten luego del noticiero, desde el Estudio Marco Picado de Teletica. |
| Elecciones Presidenciales Primer domingo de febrero cada 4 años 6:00 a. m. | Esta edición del noticiero es transmitida en vivo cada primer domingo de febrero cada 4 años para las elecciones presidenciales de Costa Rica. La transmisión inicia a las 6am con periodistas en diferentes puntos del país informando totalmente en vivo. La transmisión termina pasadas las 9 de la noche cuando ya se conocen resultados avanzados sobre el conteo de las papeletas. |

## Equipo
| Director      | Ignacio Santos Pasamontes |
| Presentadores | Yessenia Alvarado Segura Andrés Martínez Luis Ortiz Chávez Yahaira Piña Nassar Natalia Suárez Calderón Juan Manuel Vargas Masís                   |
| Periodistas   | Dagoberto Alfaro Díaz David Domínguez Dudly Lynch Mendoza Cristian Montero Ulate Susana Peña Nassar Álvaro Sánchez Córdoba Janeth Valverde Brenes |
| Deportes      | Jorge Martínez Daniel Quirós Melissa Alvarado Juan Ulloa Felipe Castro                                                                            |

## Directores
- Francisco Montero (1960-1969)
- Emilio Piedra (1969)
- Armado Soto (1969-1974)
- Mariano Sanz (1974-1978)
- Rodrigo Fournier (1978-1987)
- Guido Fernández (1994-1995)
- Guillermo Fernández (1995-1998)
- Pilar Cisneros (1987-1994;1998-2013)
- Ignacio Santos (2013 - presente)